# Antarcturus nonatoi
Antarcturus nonatoi är en kräftdjursart som beskrevs av Pires och Sumida 1997. Antarcturus nonatoi ingår i släktet Antarcturus och familjen Antarcturidae. Inga underarter finns listade i Catalogue of Life.